# Landschaftsschutzgebiet Karoliniškės

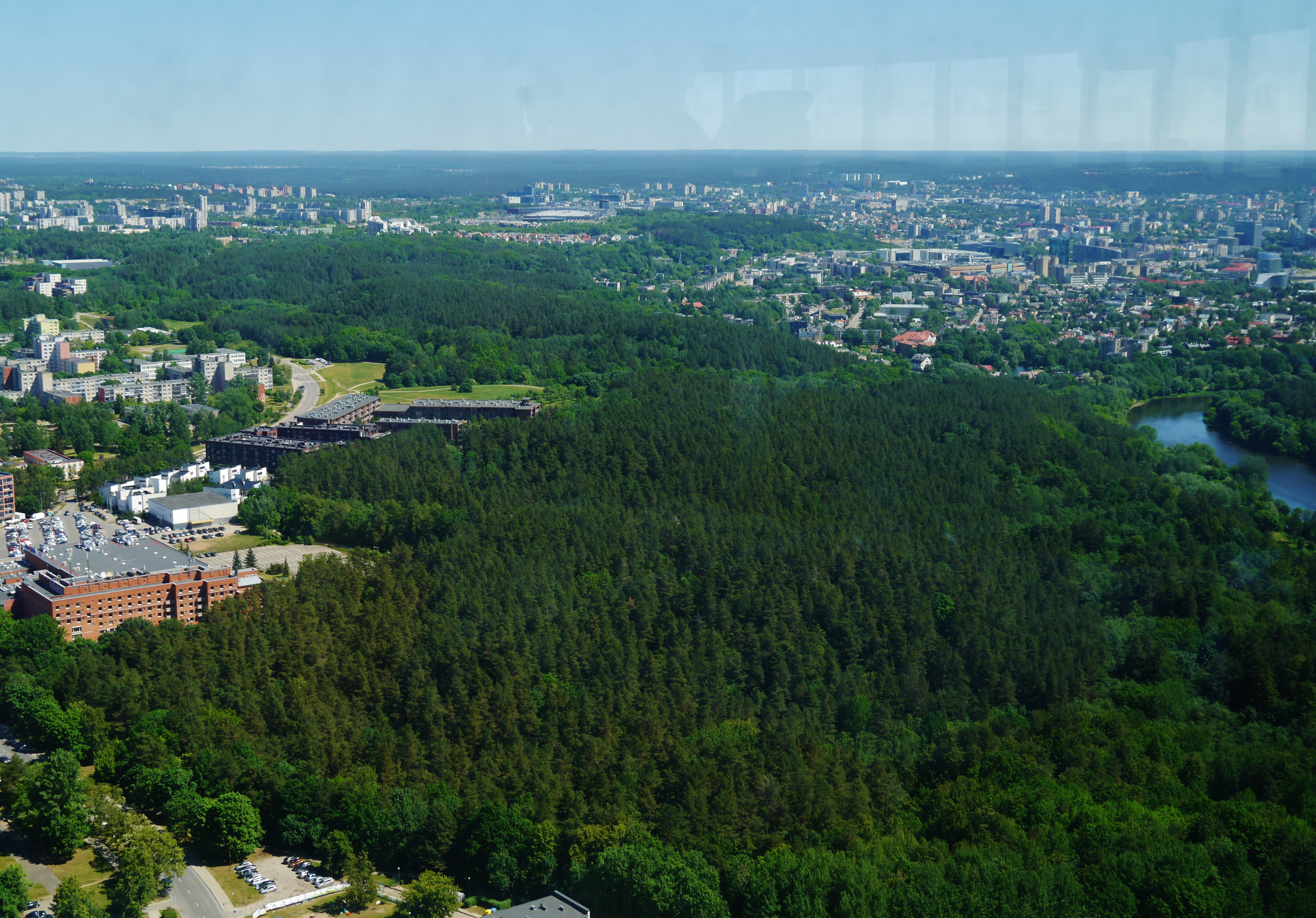
Blick vom Fernsehturm Vilnius

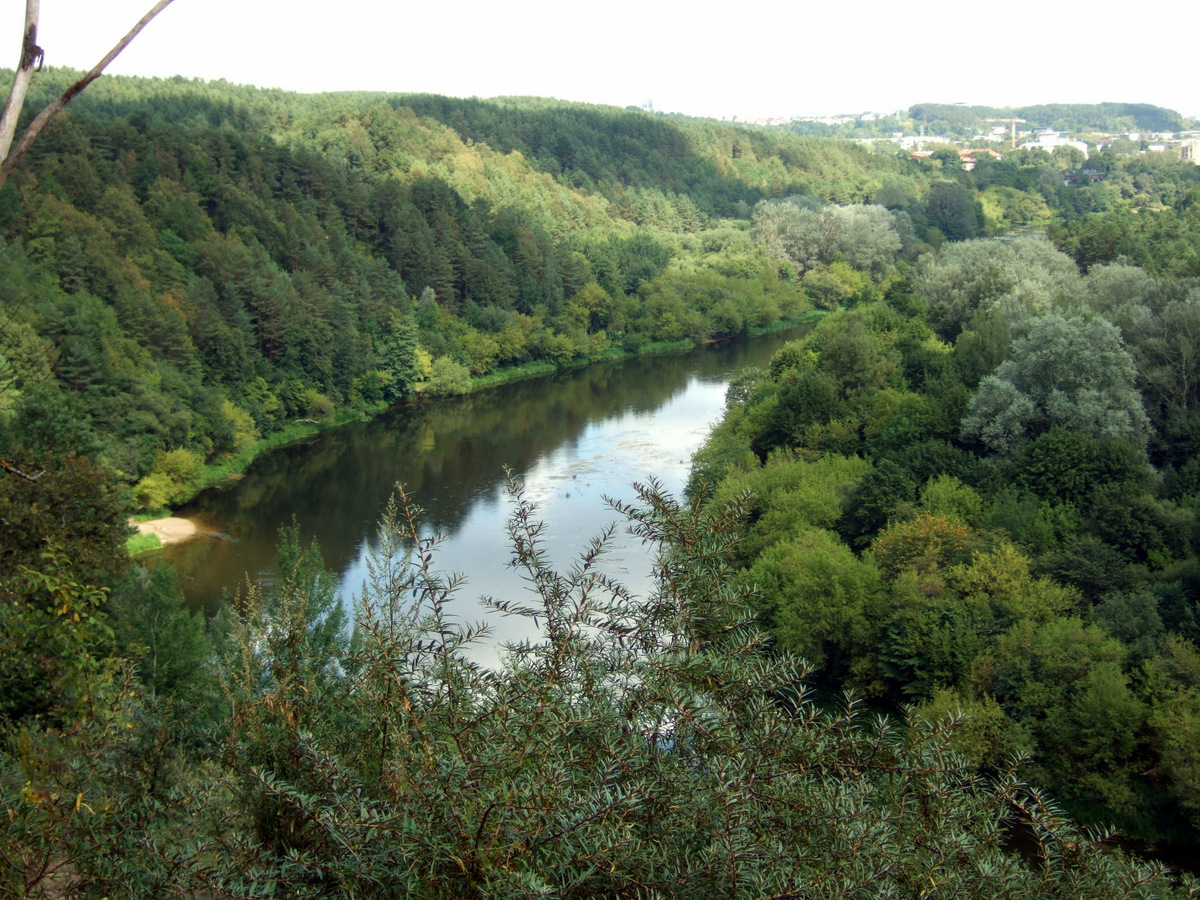
Sicht vom Hügel Plikakalnis

Das Landschaftsschutzgebiet Karoliniškės ist ein 1960 gegründetes Naturschutzgebiet von staatlicher Bedeutung in  der litauischen Hauptstadt Vilnius.
Es liegt am rechten Ufer des Flusses Neris in Karoliniškės, teilweise auch in anderen Mikrobezirken Lazdynai, Žvėrynas und Viršuliškės. 

## Lage und Besonderheiten
Das Gebiet beträgt 162 Hektar ist im Südosten vom Vingio-Park. Es ist mit dem Karoliniškės-Wald bedeckt und dient den Erholungsbedürfnissen der Stadtbewohner. Vom Hügel öffnet sich ein malerisches Panorama auf die Stadt und den Fluss Neris.
Die Breite des Aufschlusses von Plikakalnis beträgt 100 Meter.  Im Schutzwald sind seltene Pflanzen zu finden. Das Schutzgebiet wurde in Sowjetlitauen errichtet, um die Landschaft und den malerischen Steilhang des Neris-Tals mit erosiven Hainbuchen zu schützen.
Es gibt gute Bedingungen für Erkundungstourismus, verschiedene Erholungsinfrastrukturen. Das System der Touristenrouten besteht aus Wanderwegen unterschiedlicher Länge: Pfade Raguvų dugno takas (Schlucht-Grundpfad), Kalvų keterų takas (Pfad der Hügelkämme), Miško pakraščio takas (Pfad am Waldrand). Die  Fahrradwege sind in das allgemeine Fahrradstraßennetz der Stadt Vilnius integriert.